# Стоян Папазов
Вижте пояснителната страница за други личности с името Стоян войвода.
Стоян Папазов е български хайдутин, известен и като Стоян войвода.

## Биография
Роден е като Стоян Люцканов Попов (Папазов) в семейството на Люцкан и Пенка в Сливен. Става хайдутин от 1858 година, като е в дружината на Георги Трънкин. Шурей е на Панайот Хитов. През 1863 г. пребивава в Сърбия като негов четник.  Става четник в Румъния при Хаджи Димитър през 1864 година. След разпадането на четата на Хаджи Димитър през 1864 г. Стоян Папазов се укрива в Балкана. През пролетта на 1865 г. той сформира самостоятелна чета в Котленския балкан с доброволци, доведени от Гюргево, Румъния, с водач Михаил Куртев. Четата била малобройна и обикаляла Балкана около месец и половина, като войводата Стоян Папазов е убит от някой от четниците, възможно от Димитър Общи.